# Hermann Ammermüller
Hermann August Ammermüller (* 25. November 1912 in Tübingen; † 5. März 1974 in Meckenheim) war ein deutscher Mediziner und Sanitätsoffizier der Bundeswehr.

## Leben
Ammermüller war im Dienstgrad Generalarzt Inspizient der Sanitätstruppe beim Truppenamt, dem Vorläufer des Heeresamts, und später im Dienstgrad Generalstabsarzt vom 1. April 1969 bis zum 31. März 1971 Amtschef des Sanitätsamts der Bundeswehr.
Er war neben Wolf Graf Baudissin und Gerd Schmückle einer der drei ersten Generale, die 1966 in die Gewerkschaft Öffentliche Dienste, Transport und Verkehr (ÖTV) eintraten.
Am 11. Januar 1971 erhielt er das Große Verdienstkreuz des Verdienstordens der Bundesrepublik Deutschland (Bundesverdienstkreuz), bevor er am 30. September 1971 pensioniert wurde.
Nach der Versetzung in den Ruhestand war er als Missionsarzt in Afrika tätig.